# XVIII Korpus SS
XVIII Korpus SS - (niem. XVIII. SS-Armeekorps) – niemiecki korpus Waffen-SS, walczył głównie przeciw wojskom aliantów zachodnich.
Utworzony w grudniu 1944 roku nad Górnym Renem i podporządkowany 19 Armii. Od grudnia 1944 do maja 1945, XVIII Korpus SS stacjonował w okupowanej Francji. W maju 1945 roku przy granicy szwajcarskiej oddał się do niewoli armii francuskiej.

## Dowódcy korpusu
- gen. por.[2] Heinz Reinefarth (grudzień 1944 - luty 1945)
- gen. Georg Keppler (luty 1945 - maj 1945)[3]

## Struktura organizacyjna
Jednostki korpuśne: ArKo i 499 Batalion Łączności 
Skład:
- 159 Dywizja Piechoty,
- 1005 Brygada Piechoty
- 805 Dywizja Piechoty
- 405 Dywizja Piechoty
- 48 Dywizja Piechoty
- 89 Dywizja Piechoty
- 716 Dywizja Piechoty
- Brygada Luftwaffe "Notti"
- Policyjny Batalion "Deggingen"
- Brygada "Bauer"